# SV Blau-Weiß Aasee
Der SV Blau-Weiß Aasee (offiziell: Sportverein Blau-Weiß Aasee e.V.) ist ein Sportverein aus dem Münsteraner Stadtviertel Aaseestadt. Die erste Volleyballmannschaft der Frauen spielte von 2016 bis 2022 in der Dritten Liga West.

## Geschichte
Im Herbst 1971 gründeten einige junge Männer in der Kneipe Seelord eine Thekenfußballmannschaft. Da die Mannschaft Probleme hatte, einen geeigneten Sportplatz zu finden entschloss man sich ein Jahr später, einen Verein zu gründen. Der Verein war ursprünglich ein reiner Fußballverein, dessen Vereinsname Blau-Weiß aus Verbundenheit zum FC Schalke 04 gewählt worden sein soll. Neben Fußball und Volleyball bietet der Verein noch Badminton, Gesundheitssport, Behindertensport, Crossminton, Tischtennis und Schwimmen an.

## Volleyball

### Geschichte
Die Frauenmannschaft schaffte im Jahre 2016 den Aufstieg in die 3. Liga West, nachdem sich das Team in der Relegation der Vizemeister gegen den SC Spelle-Venhaus durchsetzen konnte. und erreichte in der Saison 2016/17 mit Rang fünf die beste Platzierung. Im Jahre 2022 stieg die Mannschaft in die Regionalliga West ab und schaffte zwei Jahre später den Wiederaufstieg.
Außer der ersten Mannschaft gibt es noch sieben weitere Frauen-, drei Männer- sowie zahlreiche Jugendmannschaften. Die Heimspiele werden in der Aaseesporthalle ausgetragen.

### Persönlichkeiten
- Carla Fuchs (* 2004)
- Niko Meyer (* 1997)
- Jan Romund (* 1983)
- Lukas Salimi (* 2002)
- Amelie Strothoff (* 2005)

## Fußball

### Frauenfußball
Das Frauenfußballteam des SV Blau-Weiß Aasee wurde 2009 von Audreé Andersen und Christopher Stuckmann gegründet. 2011 übernahm Kolja Steinrötter das Traineramt. In der Saison 2016/17 gewannen die Aaseewomen erstmals die Meisterschaft, mit 22 Siegen aus 22 Spielen. Das Relegationsspiel um den Aufstieg zur Bezirksliga verlor das Team jedoch mit 1:3 gegen den SC Westfalia Kinderhaus. In der Spielzeit darauf, verpasste Aasee die erneute Meisterschaft nur um einen Punkt. Der Aufstieg gelang dem Team dann, angeführt von Jill-Justine Eis, in der Saison 2018/19. Mit 21 Siegen aus 22 Spielen und nur sieben Gegentoren erreichten die Aaseewomen die Bezirksliga. Die ersten beiden Bezirksligaspielzeiten der Aaseewomen wurden jeweils durch die Maßnahmen in der COVID-19-Pandemie beendet. Erst die Saison 2021/22 konnte regulär beendet werden. Durch die Vizemeisterschaft qualifizierte sich das Team für die Relegation zur Landesliga.
In der ersten Runde siegten die Aaseewomen mit 2:1 bei Grün-Weiß Varensell, im entscheidenden Spiel zuhause gegen die Spvg Steinhagen entschied das Elfmeterschießen. Nach 24 Elfmetern und drei abgewehrten Matchbällen gingen die Aaseewomen als Gewinnerinnen vom Platz und der SV Blau-Weiß Aasee konnte zur Saison 2022/23 erstmals ein Fußballteam in der Landesliga stellen. In der ersten Landesligaspielzeit erspielten sich die Aaseewomen mit nur 29 Toren insgesamt 35 Punkte und beendeten die Saison auf dem siebten Platz. Zur Saison 2023/24 verpflichtete Aasee Anna Steckel als Trainerin und stockte den Kader des Teams deutlich auf. Am Ende retteten sich die Aaseewomen erst am letzten Spieltag vor dem Abstieg. Im Pokal konnte man erstmals in der Geschichte das Finale erreichen, wo man im Preußenstadion vor 1800 Zuschauern gegen DJK Wacker Mecklenbeck 0:7 verlor. Seit Sommer 2024 ersetzt Jill-Justine Eis Anna Steckel im Trainerteam. 2025 wurde die Mannschaft Vizemeister hinter der DJK-VfL Billerbeck, gewann aber erstmals den Kreispokal. 
Equality Cup
Seit 2017 richten die Aaseewomen ein Großfeld- und Einladungsturnier aus, den Equality Cup. Mit dem Turnier soll jeweils im Rahmen der Vorbereitung auf die oft mangelhaften Bedingungen von Frauen und Mädchen in Fußballvereinen und Verbänden aufmerksam gemacht werden.
Gewinnerinnen:
- 2017: Warendorfer SU
- 2018: DJK Wacker Mecklenbeck
- 2019: DJK Wacker Mecklenbeck
- 2020: Aaseewomen
- 2021: DJK Wacker Mecklenbeck
- 2022: SC Fortuna Köln
- 2023: SC Fortuna Köln
- 2024: Aaseewomen
- 2025: Aaseewomen

Team 2
Seit Sommer 2017 hat der SV Blau-Weiß Aasee ein zweites Frauenfußballteam im Spielbetrieb. In der Kreisliga B gestartet, stieg das Team 2 der Aaseewomen 2024 unter Trainerin Sarah Tiebel in die Kreisliga A auf. Seit Sommer 2024 wird das Team von Merle Lüken und Jona Laue trainiert.
Team 3
Seit dem Sommer 2025 startet ein drittes Team in der Kreisliga B.

### Herrenfußball
Die Fußballabteilung konnte im Jahre 1978 erstmals auf sich aufmerksam machen, als mit Felix Gerritzen ein ehemaliger Nationalspieler als Trainer verpflichtet werden konnte. In den Jahren 1982 und 1985 gelang jeweils der Aufstieg in die Kreisliga A, dem jedoch beide Male der direkte Wiederabstieg folgte. Erst im Jahre 2013 kehrte der Verein ins Münsteraner Kreisoberhaus zurück und konnte sich dieses Mal etablieren. Im Jahre 2016 gelang der Aufstieg in die Bezirksliga. Sieben Jahre später stieg die Mannschaft wieder in die Kreisliga A ab.

### Integrative Fußballteams
Für das Engagement des Vereins für den Behindertenfußball erhielt der SV Blau-Weiß Aasee im Jahre 2018 die Sepp-Herberger-Urkunde.

### Persönlichkeiten
- Felix Gerritzen (1927–2007)
- Jakob Korte (* 2003)